# サラウンド
サラウンド（英: surround）は、音声の記録再生方法のひとつである。「囲む」の意味があり、聞き手の周囲をスピーカーが囲む状態。モノラル (1.0ch)、ステレオ (2.0ch) 音声よりも多くのチャンネル（3ch以上）を有する。スピーカーを増やすことで臨場感を高める。
一般的には単にサラウンド、あるいはサラウンド音声という言い方がされる。

## 歴史

### 映画館
臨場感のある音響を再生するため、映画館などでは比較的古くから導入されている（ディズニーの『ファンタジア』（1940年）など）。1950年代に登場した超大作の70ミリ映画では5.1chサラウンド音響が普通であり、ごく一部の35ミリ映画では4.0chサラウンド映画が製作された。1977年、アナログ方式のドルビーステレオを採用した『スター・ウォーズ』が巨大な成功を収めるとアメリカ映画の多くはサラウンド音響を採用するのが普通となった。日本の映画界では音質を重視する習慣がなく、普及は大きく遅れ、80年代後半あたりからドルビーサラウンドを採用するようになり、2023年現在のほぼすべての邦画はドルビーデジタルを最低でも使用するようになった。劇場公開時ではドルビーサラウンドやモノラル以外を想定していない場合でも、フィルムの映像メディア化の際にドルビーデジタル以上の規格の音源にアップグレードされる場合がある。
スタジオジブリは特に早くサラウンド技術を採用した。『天空の城ラピュタ』でドルビーステレオが、『耳をすませば』でドルビーデジタルが採用された。
1993年にデジタル圧縮技術を使ったDTS方式が『ジュラシック・パーク』で採用されると、映画館の音質に対する注目度が高まることになる。

### 家庭用
家庭用は1980年代半ば頃からアメリカ映画のビデオテープやレーザーディスクはドルビーサラウンドを採用し、AVアンプと後方にスピーカーを配置して家庭でサラウンド再生が可能となる。日本は1990年代初期からAVアンプが普及して仮想サラウンドも利用される。
1990年代末からDVDビデオとデジタルAVアンプを用いるドルビーデジタルとDTSが普及を促進した。

## チャンネル数の記述
現在では、サラウンドのチャンネル数は通常「5.1ch」「7.1ch」などと記述される。通常のスピーカは1chで1とカウントし、超低音域再生専用のスピーカー（サブウーファー）は、通常のスピーカのch区分とは異なるという意味で「.1ch」とカウントする。つまりピリオドで区切って区別しているだけであり、小数の0.1ではない。

### 低域効果音（LFE）
超低音域専用のチャンネル（前述の.1ch）から出力される音を低域効果音（LFE：Low-frequency effect）と呼ぶ。

## ドルビーデジタル

### スピーカーの配置

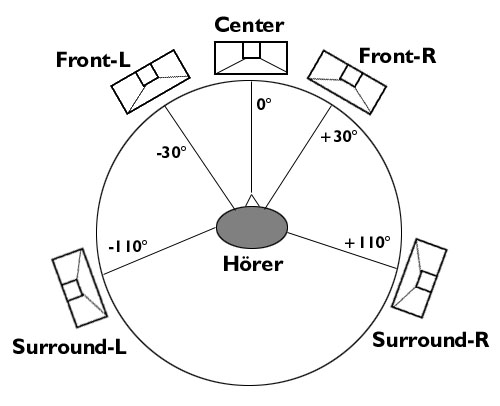
5.1chで推奨されているスピーカー配置の図

基本となるのは5.1chであり、元となるDVDのソフトに含まれている信号は5.1ch分である。6.1chのドルビーデジタルサラウンドEX、7.1chのドルビーデジタルプラスといった上位互換性のある方式も存在する。
5.1chの基本システム
- 通常のステレオスピーカーと同様に、聴く人の位置（リスニングポジション）より前方の左右30°にフロントスピーカーを配置する。
- フロントスピーカーの中央（聴く人から正面の位置）にセンタースピーカーを配置する。これによって映画のセリフなどがより鮮明に再生される場合が多い。
- センタースピーカーより110°方向（聴く人の位置の真横より20°後方）にリアスピーカー（あるいはサラウンドスピーカーとも呼ばれる）を左右に2つ配置する。後方から聞こえる音を再現するほか、音の反響などが表現できるようになるため臨場感が格段に増す。
- これに低音域専用のサブウーファーを加える。超低音域専用なので、これを「.1ch」と数える。

「.1ch」が低音を担うといっても、これはソフト制作者側が意図して付加した低音である。残り5chにおいても低音成分は含まれている。したがってフロント・センター・リアが十分な低音再生能力を持っている場合は、それぞれのチャンネルの低音はそれぞれのスピーカーで再生する。ただし実際の環境においては5ch分（特にリア）は小型スピーカーを用いる例が多いため、それぞれのチャンネルの低音もサブウーファーに振り替えて再生する場合が多い。
これらをベースに仮想サラウンド技術を利用してスピーカーを減らしたり、より臨場感の高い音響を再生するためスピーカーを増やしたりする。以下に現在主に利用されている例を記す。
- 2.1 - 4.1ch - フロントスピーカーとサブウーファーは必須とし、センターやリア左右を省略する。あるいはリアを中央1本だけにする。
- 6.1ch - リアスピーカーを前方と同じように3本にしたもの。後方中央のスピーカーはサラウンドバック、またはリアセンターなどと呼ばれる。ドルビーデジタルサラウンドEXの場合はこれが標準であるが、従来のドルビーデジタル方式のソフトを再生する場合であってもAVアンプの側の処理で擬似的に6.1chとする。
- 7.1ch - サラウンドスピーカーを左右それぞれ横・後方の計4chにする。ドルビーデジタルプラスではこれが標準となる。
- 8.1ch・9.1ch・9.2chなども存在するが、元となる信号としては現在は7.1chが上限である。それを超えるものは各オーディオメーカーが独自に拡張したものであるため、配置方法はまちまちである。

## Auro 11.1

### 主な導入劇場
- J-MAXシアター
- 安城コロナシネマワールド

### 主な導入スタジオ
- 日活撮影所

### 主な採用作品
洋画
- SING/シング(2016年 ガース・ジェニングス監督)

邦画

## 将来の方式
NHK放送技術研究所は2005年（平成17年）に22.2chサラウンド方式を発表した。これは2つのLFEや上下に設置したスピーカーなどで、あらゆる方向の音響を表現する。同年の愛・地球博の8K上映でも披露された。次世代の映像規格であるスーパーハイビジョンでの採用が予定されており、2018年に本放送を開始したNHK BS8Kにおいて実際に使用されている。

## 仮想サラウンド
ステレオ音声をサラウンドとして再生
疑似サラウンドとも呼ばれる。かつてのアナログ音声の時代にはドルビーサラウンドのような元々のソフトにサラウンド信号が含まれていた例は少なく、多くのソフトがステレオ信号であった。そのためAVアンプの側でステレオ音声を擬似的にサラウンド化し、フロント2ch以外の信号を人工的に作り出す例が見られた。ドルビーサラウンドは、基本的にはフロント2ch+リア1chの3.0chのサラウンドである。ステレオ信号と互換性を保つためである。これを方向強調回路によってフロント2ch+センター1ch+リア2chの合計5.0chとした、ドルビープロロジックなどの技術も存在する。
現代のAVアンプのほとんどはドルビーデジタルに対応しているが、再生するソフトの側が単なるステレオ信号の場合は、加工して仮想サラウンドとして再生する。
上記でステレオ音声としたが、5.1chのドルビーデジタルを6.1ch以上として再生、7.1chのドルビーデジタルプラスを8.1ch以上として再生するのも、仮想サラウンドの一種である。
スピーカーの接続の工夫によって仮想サラウンドを実現する、スピーカーマトリックスという方式も存在する。自作スピーカーの設計記事で知られるオーディオ評論家の長岡鉄男の提唱によるものが特に有名で、長岡はAVアンプによる擬似サラウンド、ドルビーサラウンドも信号処理によって音の劣化を招くとして否定的で、スピーカーマトリックスのほうが音質が優れていると主張した。サラウンド効果の比較では劣る事は長岡も承知の上であり、スピーカーマトリクスのほうが自然な場合がある。AVアンプによるサラウンドは人工的に作りすぎているとも主張していた。5.1chも非常に効果が高いと認め、自らその目的の自作スピーカーの設計するが、音質面とセンタースピーカーの設置の問題により否定的であった。長岡鉄男はDVDは画質でレーザーディスクを上回るが、音質では下だと評している。長岡の提唱するスピーカーマトリクスは、接続するスピーカーの音色や能率をあわせる事や、その目的に適したアンプを選定するために知識や技術が必要であるため、オーディオ初心者向けの簡易的なものとは言えず、むしろベテランのマニア向のものである。
サラウンドを2本のスピーカーで再生
同じく擬似サラウンド、あるいはバーチャルサラウンドなどとも呼ばれる。人間の聴覚の特性（錯覚）を利用して、2本のスピーカーだけでも多チャンネルのサラウンドのような音響を再現する技術である。3本以上のスピーカーを用いる場合と比べると、はっきりとした音の定位を再現するのは難しい。この技法には、頭部伝達関数 (HRTF) を用いる。これは音が頭、鼻、肩など様々な突起物を通過し耳へ届く際の音響特性を示し、測定には様々な機器や方法を用いる。一般的にダミーヘッドマイクと呼ばれる人間の頭部と詳細な耳を模したものを使用して録音を行う。ダミーヘッドマイク以外に、実際の人間の耳内に小型のマイクを装着し録音を行うこともある。後者の方が精度は高いが、HRTFは人によって異なるため、万人の平等化と言う点で、あえてダミーヘッドマイクを用いる場合もある。無響室以外で録音すると音響のコントロールが容易で無くなるため、本格的な音響制御を要求する場合には無響室で録音する必要がある。得られたHRTFを定位情報持たない通常のモノラルソースと畳み込み（コンボリューション）を行うことで、定位情報を持たない通常のモノラルソースに定位情報を持たせることが可能となる。現在はDVDプレーヤー/レコーダー、テレビ、AVアンプ、パソコンのサウンドカードや再生ソフトウェアなど再生機器の多くに仮想サラウンド機能が搭載されている。これらはドルビーデジタルなどの多チャンネル音声をリアルタイムで加工し、仮想サラウンド化したステレオ音声として出力する。放送や音楽パッケージ、ゲームソフトなどあらかじめ仮想サラウンド加工されたステレオ音声がソフト側に含まれている場合は、ユーザーが特別な環境を用意しなくても広がりのある音を再生することができる。
前後方向の音響ではなく、左右方向の広がりのみを強化したワイドステレオ（呼称は企業・製品によって異なる）も仮想サラウンドの一種と認識されている。小さなテレビやラジカセのように、左右のスピーカーの距離が短い場合を想定した技術である。
上記で2本のスピーカーとしたが、サラウンドをバータイプの1本のスピーカーで再生する場合もある。5.1chのドルビーデジタルを3 - 4本のスピーカーで再生（リアスピーカー、あるいはセンタースピーカーを省略）するのも、仮想サラウンドの一種である。少なからずユーザーが5本のスピーカーの設置が困難な場合があるので、ドルビーデジタル対応のAVアンプの多くは、この機能を備える。7.1chのドルビーデジタルプラスについても同様である。
ヘッドフォン用
ステレオスピーカー用の仮想サラウンドをヘッドフォンで再生すると意図した音響を再現できず、こもった音が多い。ドルビーヘッドフォン、DTS Headphone Xなどのヘッドフォン専用仮想サラウンド技術や、ヘッドフォン専用の仮想サラウンドデコーダ機器が存在する。

## 日本国内電機メーカー各社が独自開発したサラウンドシステム名
テクノサラウンド (Techno Surround)、サウンド&ライブバーチャライザー (Sound&Live Virtualizer)
- パナソニックが開発。前者「テクノサラウンド」は1980年代 - 1990年代前半に発売されたCDラジカセに、後者「サウンドバーチャライザー」は1990年代後半 - 現在まで発売のCDラジカセに各々搭載、MDラジカセは「ライブバーチャライザー」を搭載。

ムービー・ミュージック・ワイド・アドバンスドサラウンド
- 同社の大型テレビ用に開発。「ムービー&ミュージック・サラウンド」は1980年代後半から1990年代前半に発売された大画面テレビ「パナカラーイクス」「画王」シリーズで、「ワイド・サラウンド」は1998年（平成10年） - 2000年代に発売されたフラットテレビ「T（タウ）」に各々採用。現在の薄型テレビ「VIERA」は「アドバンストサラウンド」「バーチャル3Dサラウンドシステム」が採用されている。地上アナログ放送は従来通り「ワイド・サラウンド」。「画王」「ヨコヅナ」シリーズはリモコンのメニュー操作により最小0dB - 最大63dBの「サラウンドレベル」調整機能があり、「美来」シリーズまでは「サラウンドスピーカー出力端子」があった。「タウ」以降のシリーズからはサラウンドスピーカー端子廃止、以後はホームシアター、サラウンドヘッドホン、ラックシアターが代替する。

バイホニック
- 英字表記「By-Phonic」、ビクターが開発。1980年代〜1990年代前半にかけて発売されていたステレオアナログTV「MEGA (A1/AF1/) シリーズ」にこの機能が装備されており、サラウンドスピーカーを接続しなくても本体内蔵フロントスピーカーのみであたかも後ろからもサラウンド音が聞こえているかのように再現する。本体&リモコンに「バイホニック」ボタンを装備、後面にサラウンドスピーカー出力端子を各々搭載し、専用のビクター純正サラウンドスピーカーと組み合わせて効果が強調される。1987年（昭和62年）発売の「AV-E21/E25/E29S」にはバイホニックボタンが無く、ビクター純正の専用サラウンドスピーカーを接続してサラウンド効果を得る「スピーカーマトリクス方式」だった。子会社のビクターエンタテインメントから発売のレコード・CDソフトの一部にも「バイホニックミキシング」技術が採用され、前述のTV同様にフロントスピーカーのみで仮想サラウンドを表現する。